# Legergroep Noord-China
De Legergroep Noord-China (Japans: 北支那方面軍,  Kitashina hōmengun) was een legergroep van het Japanse Keizerlijke Leger. Deze legergroep werd opgericht op 31 augustus 1937 en stond onder rechtstreeks bevel van het Keizerlijke hoofdkwartier (Daihonei). In september 1939 werd het onder het commando geplaatst van het nieuw opgerichte  Japans expeditieleger in China. De Legergroep werd ingezet voor operaties in de regio Noord-China (de steden Peking en Tianjin, de provincies Hebei en Shanxi en de autonome regio Binnen-Mongolië). Bij zijn overgave in augustus 1945 bevond de legergroep zich in de omgeving van de  Chinese stad Peking. 

## Overzicht
- Oprichting: 31 augustus 1937
- Operatiegebied: Noord-China, het gebied tussen  de Gele Rivier en de Chinese Muur.
- Onderdeel van het Japans expeditieleger in China

## Commandanten
- 26 augustus 1937 – 9 december 1938: generaal Hisaichi Terauchi
- 9 december 1938 – 12 september 1939: generaal Hajime Sugiyama
- 12 september 1939 – 7 juli 1941: luitenant-generaal Hayao Tada
- 7 juli 1941 – 25 augustus 1944: generaal Yasuji Okamura
- 25 augustus 1944 – 22 november 1944: generaal Okabe Naosaburo
- 22 november 1944 – einde van de oorlog: luitenant-generaal Sadamu Shimomura
- 19 augustus 1945: luitenant-generaal Hiroshi Nemoto

## Structuur van de legergroep aan het einde van de oorlog
- 1e Leger, actief in het westen van het operatiegebied, met name in Shanxi en het noorden van Henan
  - 114e divisie
  - 3e Zelfstandig gemengde brigade
  - 10e Zelfstandige infanteriebrigade
  - 14e Zelfstandige infanteriebrigade
  - 5e Zelfstandige Garde
- 12e Leger,  actief in het oosten en het zuiden van het operatiegebied, met name in Shandong, het zuiden van Hebei en in delen van Henan, Anhui en Jiangxi.
  - 110e divisie
  - 115e divisie
  - 3e pantserdivisie
  - 4e cavaleriebrigade
  - 6e Zelfstandige Garde
  - 10e Zelfstandige Garde
  - 13e Zelfstandige Garde
  - 14e Zelfstandige Garde
- 43e Leger
  - 47e divisie
  - 5e Zelfstandig gemengde brigade
  - 9e Zelfstandig gemengde brigade
  - 1e Zelfstandige infanteriebrigade
  - 9e Zelfstandige Garde
  - 11e Zelfstandige Garde
  - 12e Zelfstandige Garde

- Garnizoenleger in Mongolië, verantwoordelijk voor Binnen-Mongolië
  - 2e Zelfstandige infanteriebrigade
  - 4e Zelfstandige Garde